# Pawel Akimowitsch Owtschinnikow
Pawel Akimowitsch Owtschinnikow (russisch Павел Акимович Овчинников; * 23. Juni 1830 in Otradnoje bei Moskau; † 7. April 1888 in Moskau) war ein russischer Goldschmied, Manufakturbesitzer und Gründer der nationalen Juwelierschule. Als Leibeigener geboren, erkaufte er sich die Freiheit und stieg zum Hoflieferanten der Zaren, zum Ehrenbürger Moskaus und zum Abgeordneten der Moskauer Stadtduma auf. Seine Goldschmiedewerkstatt war neben der von Peter Carl Fabergé die bedeutendste seiner Zeit in Russland.

## Leben
Owtschinnikow entstammte einer Familie von Leibeigenen der Fürsten Wolkonski. Angeblich fiel seinem Herrn das zeichnerische Talent des jungen Pawel schon früh auf, so dass er den Zwölfjährigen 1842 als Lehrling in eine Moskauer Werkstatt für Gold- und Silberwaren schickte. Dank seines Talents stieg Owtschinnikow dort innerhalb weniger Jahre zum Meister auf, so dass er sich 1850 aus der Leibeigenschaft freikaufen konnte. Im gleichen Jahr heiratete er und machte sich mit tausend Rubeln, die seine Frau als Mitgift in die Ehe gebracht hatte, selbstständig.

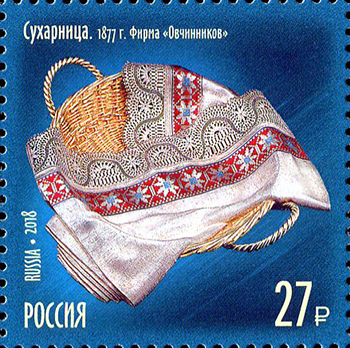
Russische Briefmarke mit einem Brotkorb der Firma Owtschinnikow aus dem Jahr 1877

1851 gründete Pawel Owtschinnikow eine eigene Werkstatt, und 1853 eröffnete er eine Fabrik zur Herstellung von Gold- und Silberwaren im Moskauer Stadtteil Taganski. Dort produzierte er eine Vielzahl von Haushaltsartikeln, darunter Essgeschirr, Schreibgeräte, Schmuckkästchen, Alben, Zigarettenetuis aber auch Devotionalien. Die Produkte waren größtenteils im altrussischen Stil gearbeitet, allerdings passte Owtschinnikow sie nach Farben, verwendeten Edelmetallen und Ornamenten dem Zeitgeschmack an, so dass sie großen Zuspruch fanden. Der Umsatz von 25.000 Rubeln im Gründungsjahr schoss von 1854 bis 1855 in die Höhe – auf 1,5 Millionen Rubel.
Auf der Moskauer Internationalen Ausstellung von 1865 wurde Owtschinnikow der Titel eines Hoflieferanten verliehen. Für seine Arbeiten erhielt er fünf russische Medaillen und darüber hinaus weitere aus Österreich, Belgien und Frankreich. 1871 eröffnete er in seiner Fabrik eine Schule, in der bis zu 130 Personen gleichzeitig eine Ausbildung in der Edelmetallverarbeitung absolvieren konnten. Die Schule wurde schon im Jahr darauf, auf der Allrussischen Kunst- und Industrieausstellung von 1872, mit einer Silbermedaille ausgezeichnet. 1873 eröffnete Owtschinnikow eine Zweitniederlassung seiner Fabrik in Sankt Petersburg.
Seit 1876 engagierte sich Owtschinnikow auch politisch. Er wurde in die Moskauer Stadtduma gewählt. Außerdem war er Mitglied des Moskauer Kaufmannsrates und des Moskauer Börsenausschusses. 1881 bestätigte der neue Zar Alexander III. Owtschinnikows Status als Hoflieferant.

## Nachleben
Nach seinem Tod wurde Pawel Owtschinnikow auf dem Kalitnikowski-Friedhof in Moskau beigesetzt. Seine Söhne Alexander, Michail, Nikolai und Pawel führten seine Geschäfte weiter. Das Unternehmen bestand bis zur Enteignung der Familie infolge der Oktoberrevolution von 1917. Erzeugnisse von Owtschinnikow finden sich bis heute sowohl im Staatlichen Historischen Museum von Moskau als auch in anderen europäischen Sammlungen, darunter in denen einiger Königshäuser.